# Château de Migneaux
Le château de Migneaux est un édifice détruit qui était situé à Verrières-le-Buisson.

## Histoire

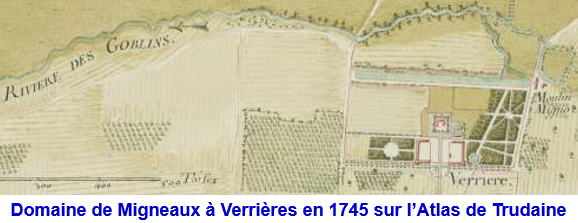
Domaine de Migneaux en 1745

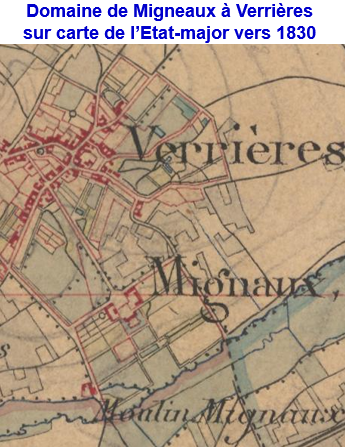
Domaine de Migneaux vers 1830 sur carte de l'État-major

Migneaux était un hameau de Verrières-le-Buisson où existait un bâtiment féodal détruit au XVIe siècle et remplacé par un château acquis par Joseph-Xavier Delfau de Pontalba en 1818 puis  par le duc de Cambacérès en 1831. Le château situé au croisement de l’avenue Cambacérès, de l’allée du moulin de Migneaux et de l’allée de la Tourelle était entouré d’un parc dans un périmètre compris entre les actuelles avenue Gabriel Péri, avenue Carnot, rue Pierre-Brossolette jusqu'au sud-est à proximité de la Bièvre. Une voie donnant accès au domaine à partir du village de Verrières, correspondant à l’actuelle avenue du Général Leclerc, se prolongeait à l’intérieur du parc par une allée à l’emplacement de l’actuelle avenue Cambacérès.   
D’après une carte de l’Atlas de Trudaine dressée en 1745, une grande pièce d’eau rectangulaire alimentée par la Bièvre s’étendait au sud de ce parc. Cette pièce d’eau qui apparaît plus petite sur la carte de l’État-major dressée vers 1830 est à l’origine du lac de Verrières.
Le duc de Cambacérès remembre le domaine, rachète en 1851 le moulin de Migneaux vendu par un précédent propriétaire et le reconstruit en 1864. 
Ses héritiers mettent en vente en 1901 le domaine qui est loti par la société civile du Parc constituée le 12 juin 1903. Des avenues de 12 mètres mètres de large cédées à la commune sont tracées dans l’ancien parc de 26 hectares divisé en 14 ilots et 258 lots mis en vente.  Le château est détruit mais les arbres du parc sont conservés. Un plan d’eau est aménagé. Le parc  ayant un caractère de villégiature, toutes activités commerciales ou industrielles sont exclues.

## Le parc auXXIesiècle
L’ancien parc est un quartier résidentiel de villas et maisons individuelles d’architectures variées dans la verdure relié à Massy par la partie de l'avenue Cambacérès au sud du lac, prolongée par l'avenue d'Estienne d'Orves dans cette commune.

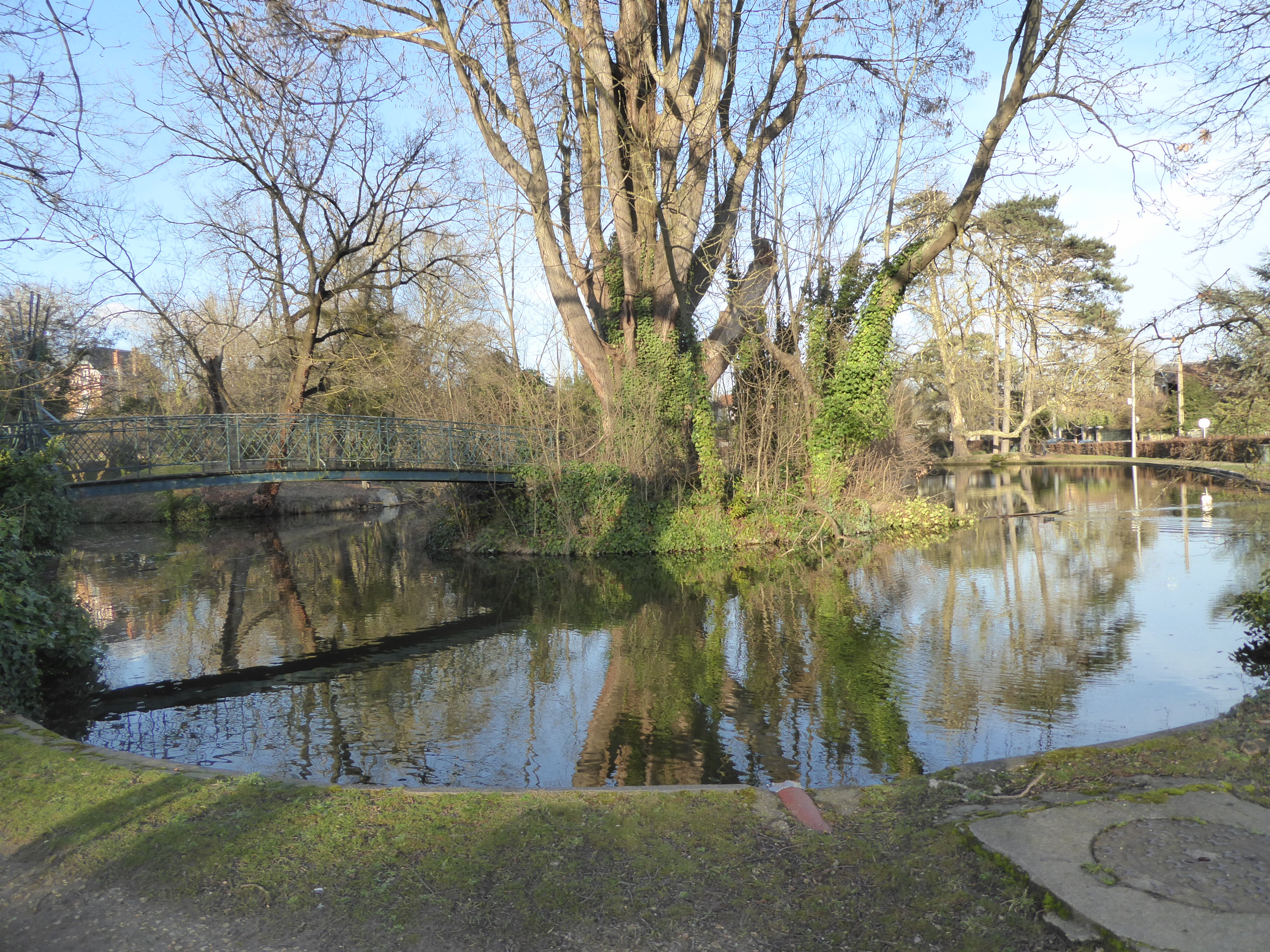
Lac de Verrières
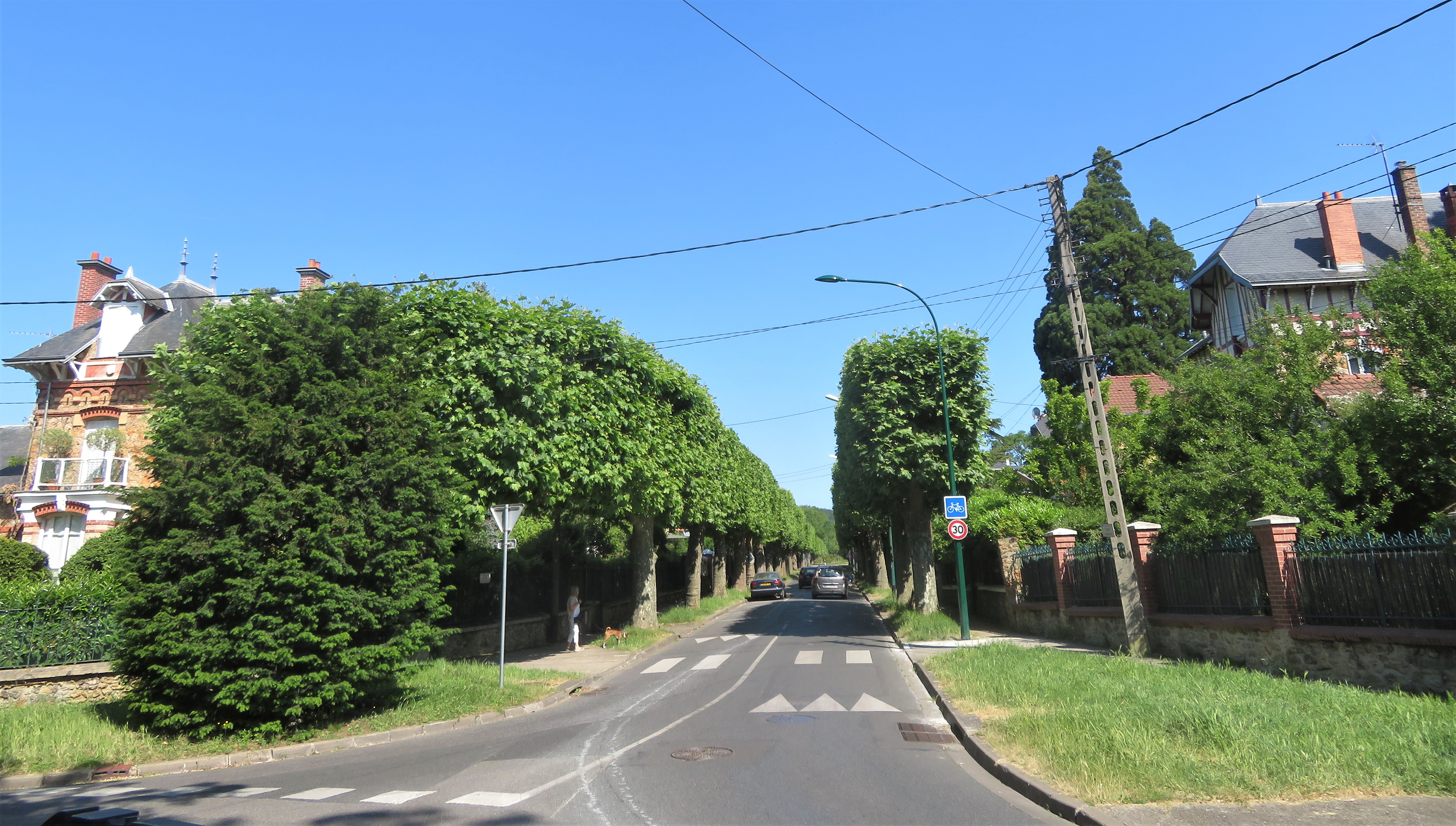
Avenue Cambacérès du lac vers le centre
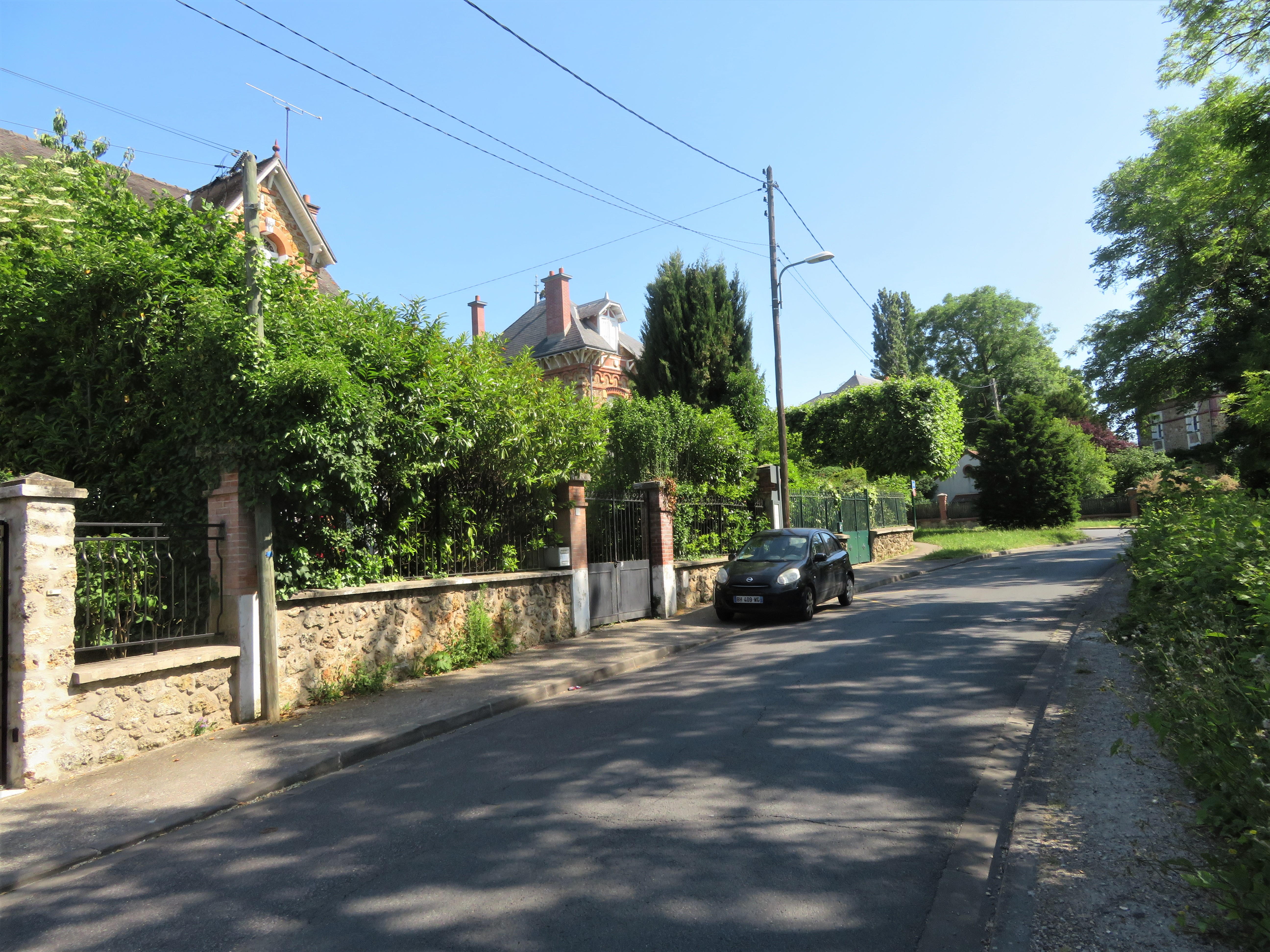
Avenue Cambacérès tour du lac